# Javůrek
Javůrek är en ort i Tjeckien.   Den ligger i regionen Södra Mähren, i den sydöstra delen av landet, 170 km sydost om huvudstaden Prag. Javůrek ligger 465 meter över havet och antalet invånare är 245.
Terrängen runt Javůrek är platt åt sydväst, men åt nordost är den kuperad. Runt Javůrek är det tätbefolkat, med 762 invånare per kvadratkilometer. Närmaste större samhälle är Brno, 19,0 km öster om Javůrek. I omgivningarna runt Javůrek växer i huvudsak blandskog.